# Francisco Balius
Francisco Balius ¿Vila? (fl. 1793-1807) fue un compositor y maestro de capilla español.
No debe confundirse con Francisco Balius, hijo suyo, que posteriormente sería segundo organista de la Catedral de Córdoba (1817-1822).

## Vida
Se desconoce el origen y la formación del maestro Francisco Balius. Es posible que Francisco Balius fuese hermano de Jaime Balius y Vila, nacido en Barcelona en 1750 y posteriormente maestro de capilla en las catedrales de Urgel, Gerona y Córdoba.: 333  Por lo tanto, Francisco Balius hijo, estaría en Córdoba como organista segundo gracias a su tío, Jaime, maestro de capilla.
Las primeras noticias que se tienen de Francisco Balius son de su participación en las oposiciones al magisterio de la Catedral de Lérida en 1793. Tras la renuncia del maestro Juan Prenafeta se organizaron unas oposiciones a las que se presentaron Balius y Anton Coderch, organista de la Catedral de Seo de Urgel. El jurado, compuesto por el mismo Prenafeta, Geroni Gaspar, Antonio Sambola y Joan Antón Escalona, decidió que ninguno de los dos candidatos era adecuado y se decidió dar el cargo de forma interina a Antonio Sambola.
En 1794 fue nombrado como nuevo organista y maestro de capilla de la Catedral de Solsona. La diócesis de Solsona era un obispado modesto, sin grandes posibilidades económicas, por lo que el cargo de maestro de capilla a menudo iba unido al de organista, a diferencias de otras diócesis españolas. Sin embargo, el nombramiento de Balius resulta confuso, puesto que parece que su antecesor, Cayetano Mensa, mantuvo el magisterio de Solsona de 1792 a 1809, aunque hay noticias de su paso por Barcelona. Por otra parte, Balius firmó unas obligaciones como organista y maestro de capilla con el capítulo solsonense, muy similares a las que firmó el maestro Joan Ballús. Entre las estipulaciones se encontraban las habituales para un maestro de capilla y organista, pero destacan la obligación de cuidar de los instrumentos propiedad de la obra, «un
contrabajo, dos violas, dos trompas, dos fagotes, tres oboes, y dos violines», una instrumentación propia de las capillas musicales catedralicias de finales del siglo XVIII. Las estipulaciones también recogían especificaciones moralizantes muy típicas de la época:

[...] no podrà en la Iglésia y oficis divinos tocar contradanses, cansons, ô tocates profanas ê indecentes, ô puerils, sinó coses series modestes y graves corresponents â la magestat del santuari, y gravedad de una Cathedral.
[...] no podrá en la Iglesia y oficios divinos tocar contradanzas, canciones o tocatas profanas e indecentes o pueriles, sino cosas serias modestas y graves, correspondientes a la majestad del santuario, y gravedad de una Catedral.

Tras el fallecimiento de Tomás de Peñalosa en Granada en 1795, el maestro Balius se presentó a las oposiciones convocadas en 1796 para cubrir la vacante. En este caso se presentaron nada menos que diecinueve candidatos, que fueron, además de Balius:
1. Manuel Quijano, músico de la Catedral de León.
2. Nicolás Zabala, maestro de capilla del Salvador de Sevilla.
3. Francisco Javier Cabo, organista de la Catedral de Orihuela.
4. José Vico Catalán, músico de la Catedral de Orihuela.
5. José Aleyxandre, músico de la Catedral de Orihuela.
6. Dionisio Rodríguez Lloberas, maestro de capilla del Salvador de Granada.
7. Francisco Balius, maestro de capilla de la Catedral de Solsona.
8. Carlos Baguer, organista de la Catedral de Barcelona.
9. José Quiroga, racionero maestro de capilla de la Catedral de Orense.
10. Francisco Bemal, músico de la Catedral de Coria.
11. Antonio Elias, músico en Barcelona.
12. José Samaranch Ramoneda, maestro de capilla de la Colegiata de Lorca.
13. Melchor Juncá, racionero maestro de capilla de la Catedral de Tarragona.
14. José Cortasa Rivas, racionero maestro de capilla de la Colegiata de Talavera de la Reina.
15. José Cos García, primer tenor de la Catedral de Santiago de Compostela.
16. Vicente Fernández, maestro de capilla de la Colegiata de Alfaro.
17. Miguel Jurado, maestro de capilla de la parroquia de Nuestra Señora del Rosario de Cádiz.
18. Vicente Palacios, maestro de capilla de la Catedral de Albarracín.
19. Juan Ortega Beltrán, maestro de capilla de la Catedral de Baeza.

Balius, que se presentaba como «acólito, maestro de capilla de la catedral de Solsona», no se participó en persona, sino que envió sus composiciones, que se recibieron en Granada el 13 de febrero de 1796. Los jueces, Francisco Javier García Fajer, maestro de la Catedral de Zaragoza, y Pedro Aranaz, maestro de la Catedral de Cuenca, recibieron 57 composiciones para evaluar al mejor candidato. García Fajer no consideró a Balius entre los ganadores y Aranaz colocó a Balius en cuarto lugar, «por la igualdad, claridad, fundamento, buen método, bella modulación, expresión de afectos y brillante colocación de instrumentos que se nota en sus 3 obras».
El 11 de mayo de 1796, Francisco Balius, «acolÿt Mestre de Capella, ÿ Organista de la Santa Igla. Cathe. de Solsona», junto con Jospe Saborit, maestro de capilla de la iglesia de San Esteban de Olot, formó parte del tribunal de las oposiciones al magisterio de la iglesia de Santa Eulalia de
Berga.
En 1807 se presentó a las oposiciones del magisterio de la Catedral de Málaga. Participaron doce candidatos:
1. Juan Bros, maestro de la Catedral de León;
2. Luis Blasco, maestro de la Catedral de Zamora;
3. Vicente Palacios, maestro de la Catedral de Granada;
4. Francisco Balius, maestro de Solsona;
5. Rafael Compta, maestro de la Catedral de Gerona;
6. Dionisio Rodriguez, maestro de la Colegiata de Castellar de San Esteban;
7. Antonio Cantero, maestro de la Colegiata de Úbeda;
8. Luis Rodriguez Infante, maestro de los seises de la Catedral de Sevilla;
9. Fernando Haykuens, maestro de la Catedral de Valladolid;
10. José Morata, maestro de la Colegiata de San Felipe;
11. Vicente Fernández, maestro del Pilar de Zaragoza;
12. Francisco Molle, anterior maestro de la Catedral de Ceuta.

En la votación, realizada el 24 de abril de 1807, Balius no obtuvo ningún voto. Pocos meses más tarde se presentó a las oposiciones de organista de la Catedral de Granada, también sin éxito.
Se desconoce la fecha en la que abandonó el magisterio de Solsona. En 1806 todavía se le documenta en sus cargos en la Catedral. La última referencia que se tiene es de una carta de diciembre de 1969 de Vicenç Ros, delegado de los estudiantes de órgano de Barcelona, que en nombre de Ireneu Segarra, director de la escolanía de Montserrat, comunica al archivero diocesano, Antonio Llorens i Solé, que se conserva un «Magníficat á 5 vozes 3ro tono transportado. Por el Sr. Maestro Balius. En el año del 1807». En el documento aparece una anotación que afirma que en 1807 estuvo encarcelado: «Este Magnificat lo compuso el Sr. Dn. Fran[cis]co Balius en la Lugubre Carcel del Sr. Obispo de Solsona, lo que tendrá presente per infinita saecula saeculorum». Parece que hubo alguna seria desavenencia entre el maestro y el obispado. A partir de ese momento se le pierde el rastro.

## Obra
Se conserva una composición de las oposiciones en la Catedral de Granada. También se conservan diversas obras en el archivo diocesano de Solsona varias obras del maestro Balius, de las que se puede destacar el salmo Dixit Dominus de 7.º tono; el Stabat Mater para cinco voces y orquesta; y el Coro a Ntra. Sra. del Claustro a 5 vozes con violines, oboes y trompas. También se encuentran obras suyas en la iglesia de Santa María del Pino de Barcelona.